# Бодюл Наталія Іванівна
Наталія Іванівна Бодюл (нар. 14 липня 1949, Кишинів) — режисер анімаційних фільмів з Республіки Молдова. Донька колишнього комуністичного лідера Молдовської РСР Івана Бодюла.

## Біографія
Наталія Бодюл народилася 14 липня 1949 року у Кишиневі в родині Івана Бодюла, політичного діяча та майбутнього першого секретаря (1961–1980) ЦК Компартії Молдавської РСР. У неї також є сестра Світлана, яка стала органісткою.
Навчалася на курсах сценографії та режисури анімаційних фільмів у Всесоюзному інституті кінематографії в Москві — ВДІК з 1966 по 1972 р.
Ще зі студентських років, у 1969 році, вона працювала на кіностудії «Молдова-фільм», спочатку як художниця (зйомка короткометражного мультфільму «Неділя на виселках»), потім як сценаристка і режисерка анімаційних фільмів. Отримала Диплом за вдалий режисерський дебют на 7-му Всесоюзному кінофестивалі у Баку (1974) за фільм «Мелодія» та II премію за дослідження та високий професіоналізм на 8-му Всесоюзному кінофестивалі у Києві (1975) за фільм «Драбина».
Очолювала секцію анімації Спілки кінематографістів Молдови. Брала участь у створенні анімаційного музичного фільму «Марія, Мирабела» як другий режисер.
Зараз проживає у Москві. Займає проросійську позицію, співпрацює з асоціацією «Молдова-Росія». Працювала над 2-серійним біографічним фільмом «Дорогою життя» про свого батька.

## Фільмографія

### Художник
- Гугуце (1970)

### Режисер
- Мелодія (1973)
- Драбина (1974)
- Елегія (1975)
- Старий і кіт (1977)
- Марія, Мирабела (1981) — у співпраці з Іоном Попеску-Гопо
- Непохитні (ЦДФК, Москва, 1984) — документальний фільм з елементами анімації.

### Сценарист
- Мелодія (1973)
- Елегія (1975)